# Trithrinax campestris
Espèce
Trithrinax campestris est une espèce de palmiers de la famille des Arecaceae, originaire de l'Uruguay et du nord-est argentin. Très rustique (Zone USDA 8a), il croît dans des zones à sol aride, rocailleux et secs, partageant son habitat avec le palmier caranday ou Copernicia alba, qui résiste, pourtant, moins bien au froid que T. campestris. Il se distingue par le fait qu'il conserve les restes des palmes mortes collés au tronc, ce qui lui donne un aspect caractéristique.

## Caractéristiques
Trithrinax campestris est un palmier pouvant atteindre jusqu'à 6 mètres de hauteur et ayant un stipe de 20 à 25 cm de diamètre. Les restes des palmes collées au tronc forment une couverture fibreuse et épineuse. Il a des feuilles palmées, multifides, atteignant 1 mètre de long, vert clair du côté de la lumière et légèrement bleutées à l'envers. Ce sont peut-être les feuilles les plus dures de tous les palmiers. Il possède des épines de 10 à 15 cm de long.

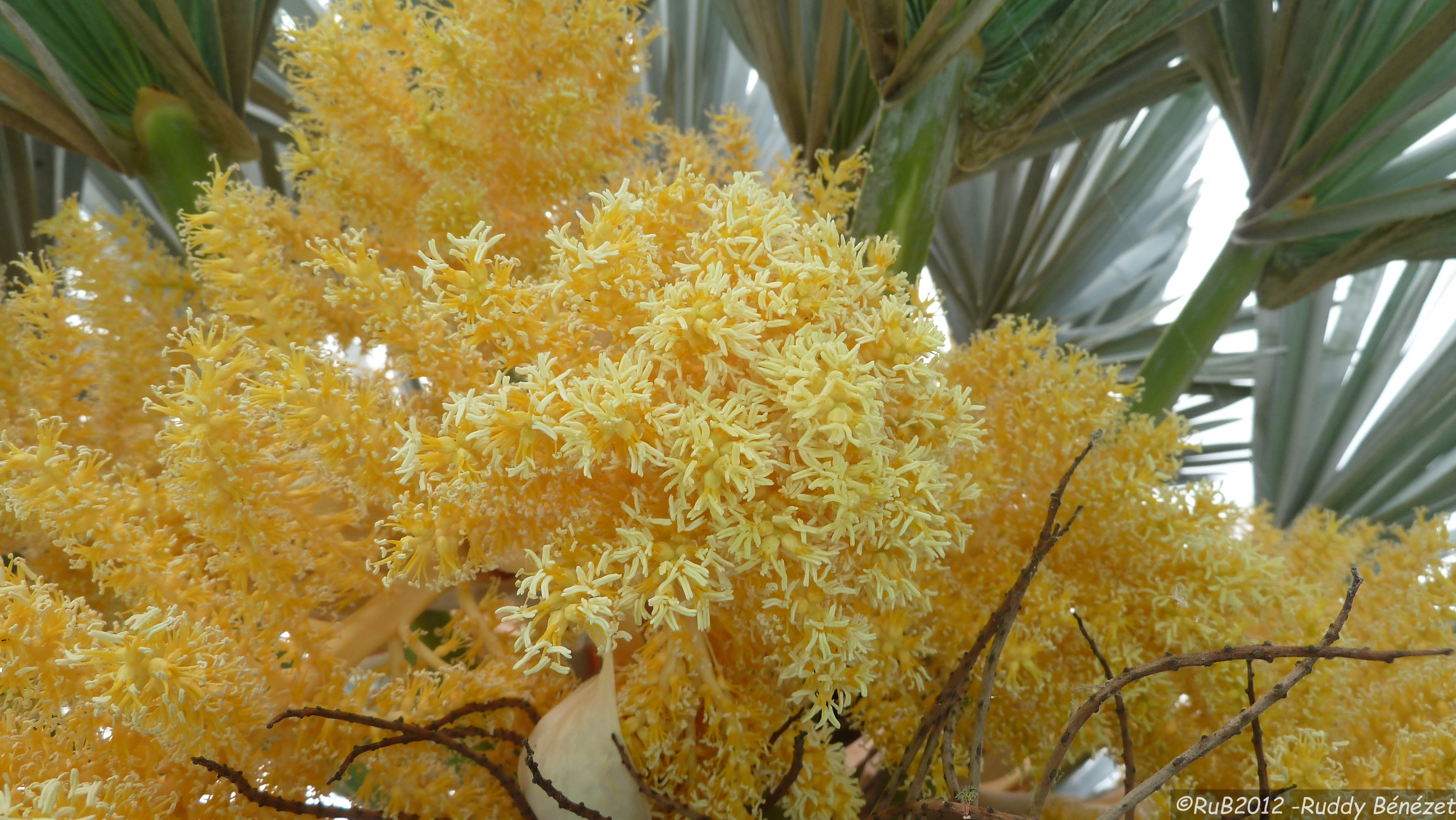
détail floraison du Trithrinax campestris

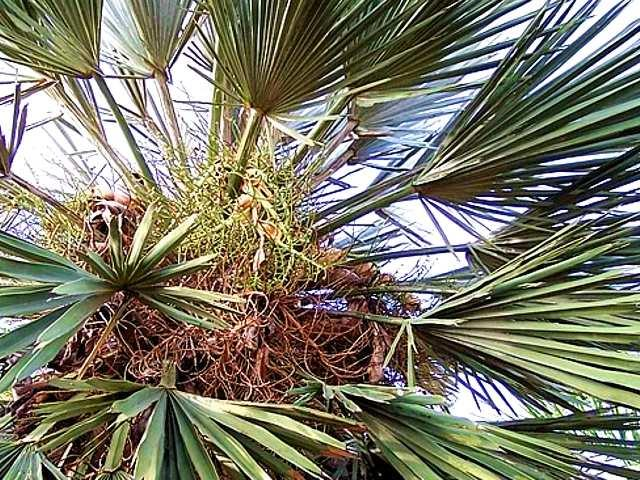
Trithrinax campestris Détail des feuilles

Les fleurs forment des inflorescences ramifiées à la base des feuilles inférieures, contenant jusqu'à une centaine de fleurs hermaphrodites de couleur blanchâtre ou brune de 10 à 12 mm de diamètre. Il fleurit en automne, et les fruits mûrissent vers la fin de l'été suivant ; ce sont des drupes subsphériques, de couleur jaune ou foncée, de 1,5 à 2,0 cm de diamètre, avec le mésocarpe mince et pulpeux et l'endocarpe membraneux.

## Habitat et reproduction

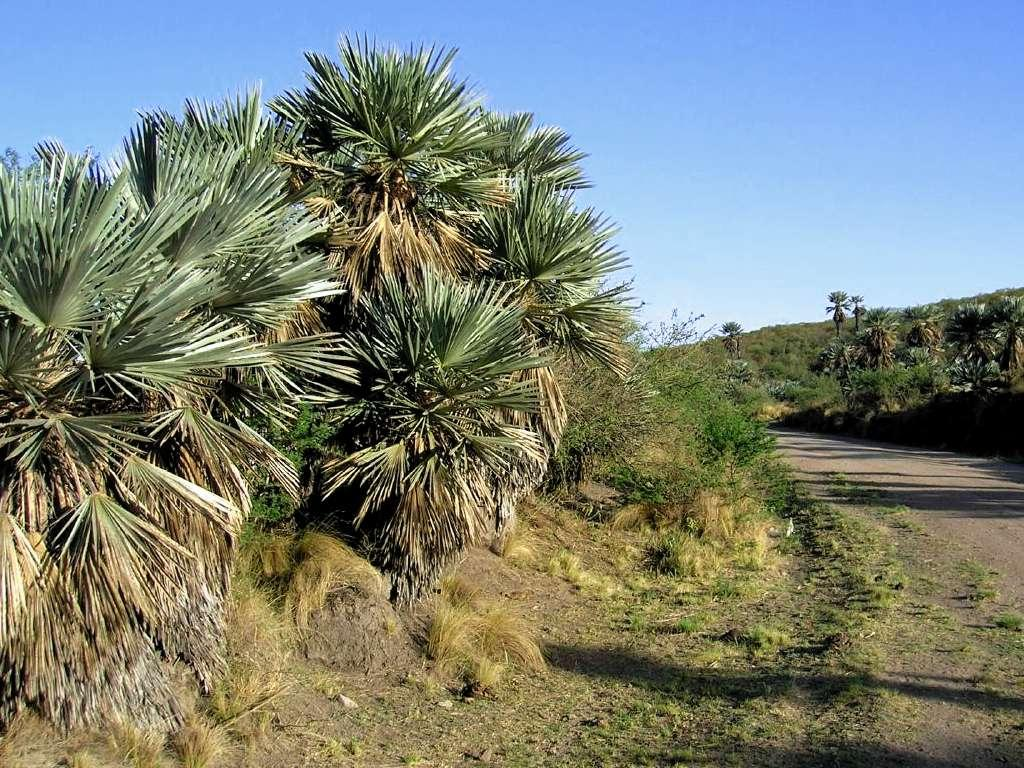
Trithrinax campestris dans son habitat naturel, Pampa de Pocho, Argentine.

Trithrinax campestris préfère les sols bien drainés, sableux ou rocailleux, et assez ensoleillés, quoiqu'il survive en milieu sombre. Il supporte la sècheresse et les températures de 9 °C sous zéro en dehors de la période de croissance, mais il perd ses feuilles en ces circonstances.
Il se multiplie grâce à ses semences, qui mettent six mois à germer. Il pousse avec facilité et croît lentement.

## Utilisation

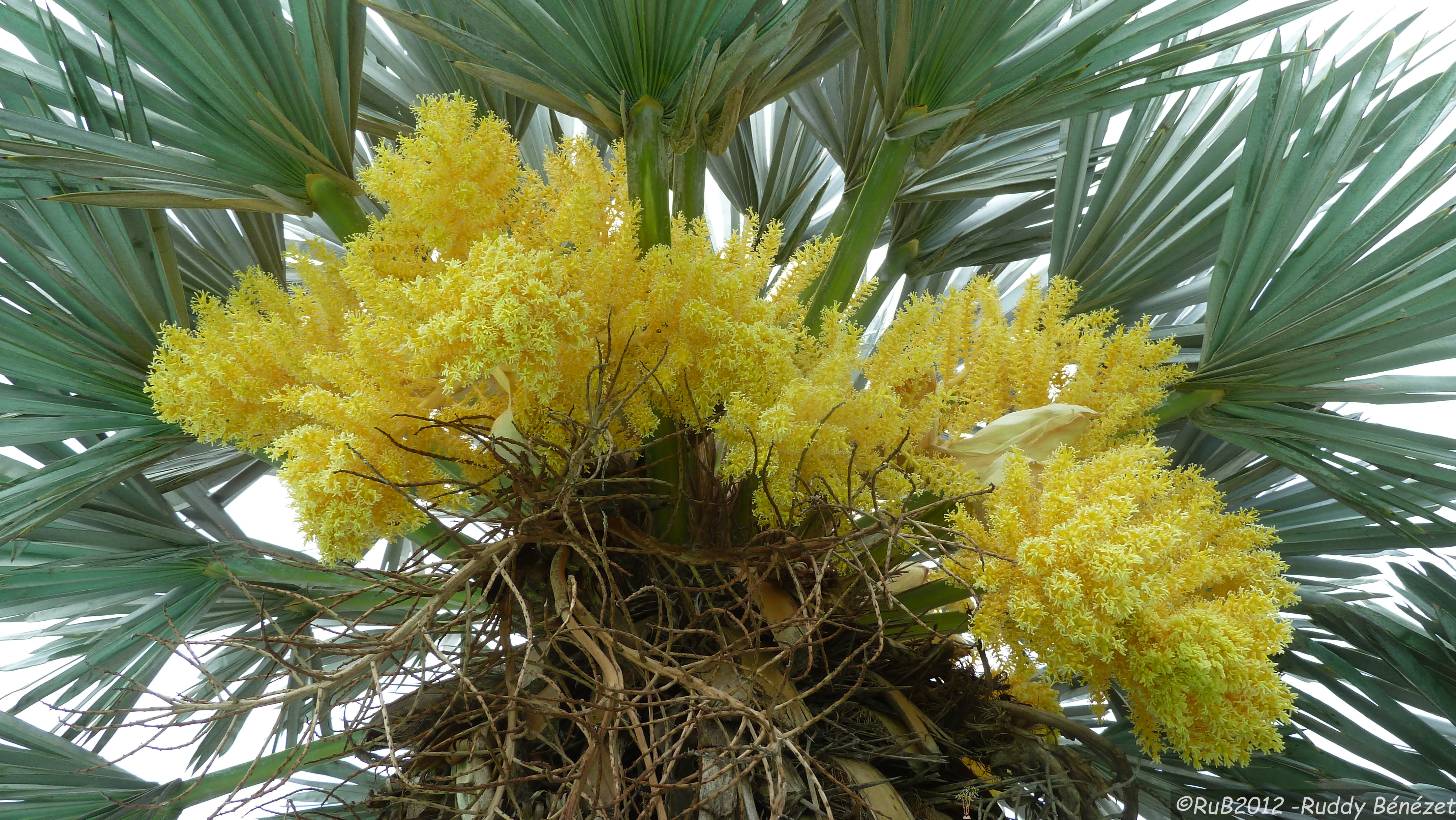
Floraison Trithrinax campestris du côté de Perpignan à l'automne.

La fibre extraite des palmes s'utilise pour la confection de sombreros entre autres. Les fruits ne se dégustent pas, mais leur fermentation permet d'élaborer une boisson alcoolisée.

## Synonyme
- Copernicia campestris de Burmeister.